# لكي (تشابهار)
لكي (بالفارسية: لکی) هي قرية تقع في البلدة المركزية في إيران. يقدر عدد سكانها بـ 129 نسمة بحسب إحصاء 2016.